# 豆满月蛤
豆满月蛤（学名：Pillucina pisidium），是滿月蛤目满月蛤科毛滿月蛤屬的一种。

## 分佈
主要分布于韩国、中国大陆、台湾，常栖息在潮间带至30米。